# 荀吴
荀吴（？—前519年），中行氏，名吴，谥穆，又称中行吴、中行穆子、郑甥，荀偃的儿子，荀庚的孙子。

## 荀偃立後
前554年，荀偃在伐齐回国的路上长了恶疮，头上生了痈疽。到了戊日，荀偃病危，中军佐士匄请求进见，荀偃不接见。士匄派人问立谁为中行氏的继承人，荀偃说：“郑国的外甥可以。”二月十九日，荀偃去世，他不肯闭眼，双唇紧闭不能放进珠玉。士匄为荀偃盥洗后抚摸尸体，说：“主上死后，我们岂敢不如同事奉您一样对待荀吴！”荀偃还是没有闭眼。士匄又采用栾盈的说法，向荀偃发誓将继续讨伐齐国，荀偃这才闭了眼，接受了放进嘴里的含玉。

## 荀吳為卿
前547年夏，晉平公派遣荀吳出使魯國，魯襄公與荀吳、鄭國大夫良霄、宋國、曹國會盟於澶淵。
前541年，荀吳率領晉軍敗無終及群狄於太原。此戰，魏舒向荀吳建議將戰車兵改為步兵，荀吳採納了他的建議，結果大敗狄軍。
前534年，楚靈王利用陳國內亂起兵滅陳，封穿封戌為陳公，陳國滅亡。前531年，蔡靈侯被楚靈王引誘至楚國殺害，楚靈王封弟公子棄疾為蔡公，蔡國滅亡。當時荀吳謂韓起說：「不能救陳，又不能救蔡，物以無親，晉之不能，亦可知也，己為盟主，而不恤亡國，將焉用之。」
前530年，荀吳假扮會同齊軍借道鮮虞進入鼓都昔陽（今河北省晉縣西），但並未滅掉鼓國。同年八月，晉軍消滅肥國（在今河北省藁城縣一帶），俘虜國君綿皋，肥國舊地歸屬晉國。前529年，晉昭公得知鮮虞邊境空虛，即以荀吳統率上軍由著雍進侵鮮虞，大破鮮虞中人城（今河北唐縣西北峭嶺），大獲而歸。
前529年，晉國自築虒祁宮後，諸侯皆有貳心。晉昭公初即位，欲修先人之業，邀約諸侯在平邱盟會，晉昭公率領荀吳、魏舒、荀躒等，盡起四千乘軍隊，向濮陽進發，諸侯大懼。盟會時，晉侯先歃，齊、宋以下相繼而歃。晉昭侯藉辭魯昭公未有與會，執其上卿季孫意如，閉之幕中。魯昭公出訪晉國，荀吳謂韓起曰：「諸侯相朝，講舊好也，執其卿而朝其君，有不好焉，不如辭之。」晉國乃派遣士景伯推辭魯昭公。子服惠伯私下對荀吳說：「魯地十倍于邾、莒，晉若棄之，將改事齊、楚，于晉何益？且楚滅陳、蔡而不救，能再棄兄弟之國嗎？」荀吳以爲然，以告韓起，乃故意釋放季孫意如奔歸。自此，晉望每況愈下，最終不能成為盟主。
前527年秋， 荀吳率晉軍攻打鼓國，俘虜國君鳶鞮，使鼓國成為晉國的屬國。前520年六月，荀吳率晉軍侵略東陽，使晉軍偽裝為糴者，負甲於昔陽之門外休息，遂襲擊而消滅鼓國，俘虜鼓子鳶鞮而歸，派遣涉佗在當地駐守。
前525年八月，荀吳率領晉軍消滅陸渾之戎。前521年十月，宋國內亂，宋元公之弟公子城向晉國求援。荀吳率領晉軍會同齊、衛、曹三國軍隊出兵求宋，打敗華氏，平定宋國內亂。